# Lóculo

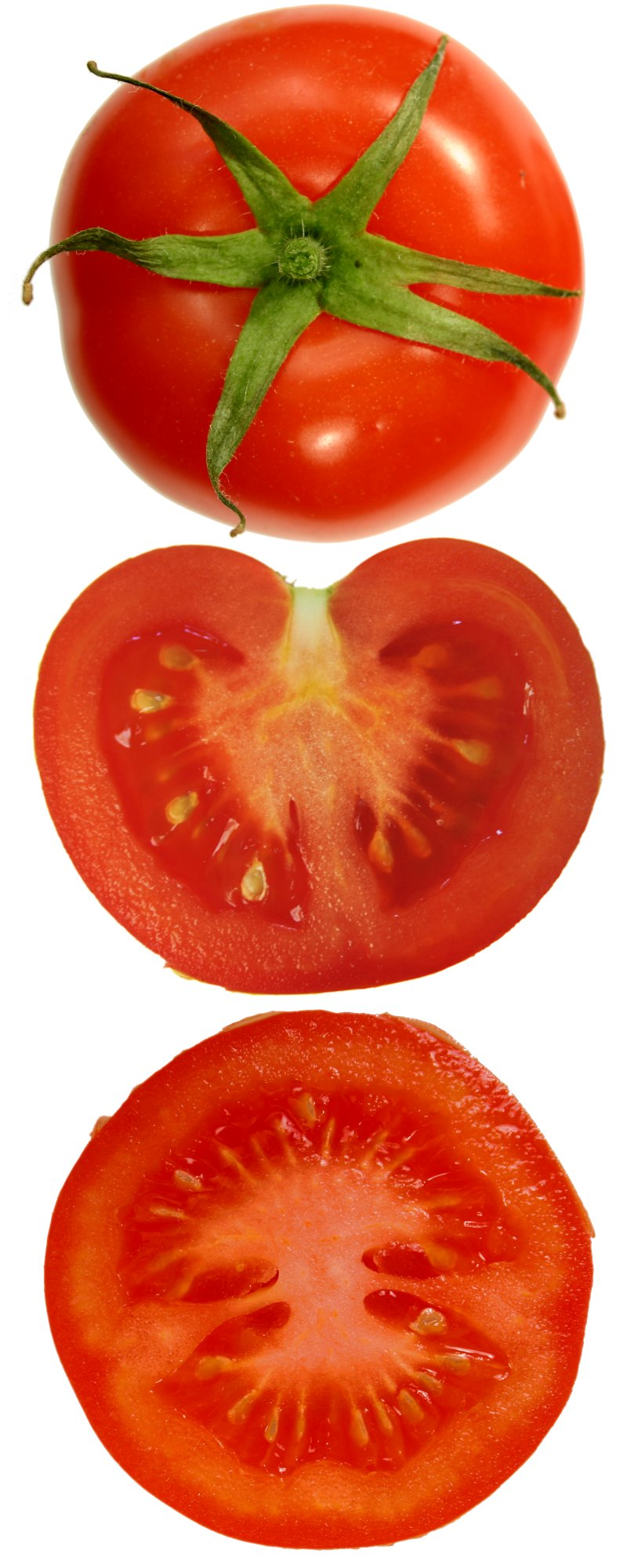
Um tomate bilocular

Lóculos são, em anatomia vegetal, pequenas cavidades em órgãos vegetais. É o caso da cavidade do fruto (do endocarpo), que contém as sementes ou as cavidades do ovário, que contêm os óvulos, formadas a partir de dobras do tecido marginal do carpelo. É encontrado nos óvulos das angiospermas .
Dependendo do número de lóculos no ovário, os carpelos e frutos podem ser classificados de uniloculares, biloculares ou multiloculares. Os lóculos contêm os óvulos ou as sementes. O termo também é aplicável às câmaras na anteras que contêm pólen.